# Univers d'Einstein–de Sitter
L'univers d'Einstein–de Sitter és un model de l'univers proposat per Albert Einstein i Willem de Sitter el 1932. Un cop Edwin Hubble va descobrir una relació lineal entre el desplaçament cap al roig de les galàxies i la seva distància, Einstein va posar la constant cosmològica a zero en les equacions de Friedmann, resultant en un model de l'expansió de l'univers conegut com l'univers de Friedmann–Einstein. El 1932, Einstein i de Sitter van proposar un model còsmic fins i tot més senzill assumint una desaparició de la curvatura espacial així com un desaparició cosmològica constant. En l'actualitat, l'univers d'Einstein–de Sitter pot ser descrit com a model cosmològic per un univers Friedmann–Lemaître–Robertson–Walker mètric (FLRW) homogeni.
En el model, Einstein i de Sitter van derivar una relació senzilla entre la densitat mitja de matèria en l'univers i la seva expansió segons
H0²= кρ/3
on H0 és la constant de Hubble, ρ és la densitat mitjana de matèria i к és la constant d'Einstein.
La mida de l'univers d'Einstein–de Sitter evoluciona amb el temps segons {\displaystyle a\propto t^{2/3}}, fent la seva edat actual 2/3 vegades el temps de Hubble.
L'univers d'Einstein–de Sitter va esdevenir un model estàndard de l'univers durant molts anys a causa de la seva simplicitat i d'una manca d'evidència empírica tant per la curvatura espacial com per una constant cosmològica. També va representar un cas teòric important d'un univers amb densitat de matèria crítica al límit de contraure's. Tanmateix, les revisions més tardanes de cosmologia d'Einstein mostraven clarament que ell només veia el model com una de les diverses possibilitats per l'expansió de l'univers.
L'univers d'Einstein–de Sitter va ser particularment popular en els anys 80, després que la teoria d'inflació còsmica va pronosticar que la curvatura de l'univers hauria de ser molt propera a zero. Aquest cas amb una constant cosmològica de zero implica que el model d'Einstein-de Sitter i que la teoria de matèria fosca freda van ser desenvolupades inicialment amb una assumpció de matèria còsmica d'un 95% de matèria fosca freda i d'un 5% de barions. Tanmateix, en els anys 90 diverses observacions que inclouen agrupacions de galàxies i mesures de la constant de Hubble van comportar problemes seriosos al model. A aquest descobriment el van seguir el descobriment de l'univers en acceleració el 1998, i observacions del fons de microones còsmic i mesures de desplaçament cap al roig de galàxies els anys 2000-2003. És ara generalment acceptat que l'energia fosca constitueix aproximadament un 70 per cent de la densitat de l'energia present mentre que la matèria fosca freda constitueix al voltant del 25 per cent, com en el modern model Lambda-CDM.
El model Einstein-de Sitter queda com una bona aproximació al nostre univers del passat per un desplaçament cap al roig d'entre 300 i 2, per l'època on la radiació dominava, però posteriorment l'energia fosca ha esdevingut més important.